# Solomon Omale
Solomon Omale (* 2. ledna 2001, Zaria) je nigerijský fotbalový defenzivní záložník ve službách Vlašimi.

## Klubová kariéra
Solomonova kariéra začala v týmu Pepsi Akademie v předškolním věku a postupně tam postupoval mládežnickými kategoriemi. Působil taktéž v akademii Sokoto United.

### ŠKF Sereď
Dne 15. srpna 2019 přestoupil z nigerijského týmu Galadima FA do ŠKF Sereď společně s útočníkem Christianem Attahem Juniorem. Podle vlastních slov se na Slovensko dostal díky jeho manažerovi, protože tam měl kontakty.

### 1. SK Prostějov
Dne 18. srpna 2020 přestoupil do hanáckého celku s hodnotou cca €150k. Krátce se spekulovalo o jeho odchodu do olomoucké Sigmy či Mladé Boleslavi, ani v jednom týmu neuspěl na testech. Za první sezónu odehrál 21 zápasů, obdržel 10 žlutých karet a jednu druhou žlutou.

### SFC Opava (hostování)
Dne 15. února 2023 přišel na hostování s opcí do Opavy. Odehrál 12 zápasů, obdržel 5 žlutých karet, ale během hostování se ani jednou střelecky neprosadil.

### SFC Opava
Dne 1. července 2023 přestoupil natrvalo do Opavy. V rámci přestupu šel do Prostějova záložník David Macháček. První branku v opavských barvách vstřelil 5. srpna 2023 při remíze s Viktorií Žižkov. V sezoně 2024/25 měly jeho výkony sestupnou tendenci a do zápasů začal nastupovat z lavičky. Po sezoně bylo oznámeno, že dres Opavy již nenavlékne.

### FC Sellier & Bellot Vlašim
V červenci 2025 přestoupil jako volný hráč do Vlašimi. Debutoval 30. července proti Táborsku.

## Klubové statistiky
Aktuální k 18. červnu 2025.
| Sezóna    | Klub            | Soutěž  | Zápasy | Góly | Asistence | ŽK | Odehraných minut |
| --------- | --------------- | ------- | ------ | ---- | --------- | -- | ---------------- |
| 2020/2021 | 1. SK Prostějov | F:NL    | 20     | 1    | 1         | 11 | 1.593'           |
| 2020/2021 | 1. SK Prostějov | MOL Cup | 1      | 0    | 0         | 0  | 37'              |
| 2021/2022 | 1. SK Prostějov | F:NL    | 22     | 3    | 0         | 8  | 1.584'           |
| 2021/2022 | 1. SK Prostějov | MOL Cup | 3      | 2    | 0         | 1  | 184'             |
| 2022/2023 | 1. SK Prostějov | F:NL    | 9      | 1    | 1         | 5  | 576'             |
| 2022/2023 | 1. SK Prostějov | MOL Cup | 1      | 0    | 0         | 0  | 90'              |
| 2022/2023 | SFC Opava       | F:NL    | 12     | 0    | 0         | 5  | 846'             |
| 2023/2024 | SFC Opava       | F:NL    | 25     | 1    | 1         | 7  | 1.801'           |
| 2023/2024 | SFC Opava       | MOL Cup | 6      | 0    | 0         | 0  | 474'             |
| 2024/2025 | SFC Opava       | CHNL    | 26     | 1    | 0         | 6  | 1.527'           |
| 2024/2025 | SFC Opava       | MOL Cup | 2      | 1    | 0         | 1  | 135'             |
| 2025/26   | FCSB Vlašim     | CHNL    | 1      | 0    | 0         | 0  | 4'               |